# Вила Сан Фаустино (Перуђа)
Вила Сан Фаустино је насеље у Италији у округу Перуђа, региону Умбрија.
Према процени из 2011. у насељу је живело 106 становника. Насеље се налази на надморској висини од 289 м.